# Gert Kullamäe
Gert Kullamäe, né le 3 juin 1971, à Tallinn, en République socialiste soviétique d'Estonie, est un joueur et entraîneur estonien de basket-ball. Il évolue durant sa carrière aux postes d'arrière et d'ailier.

## Palmarès
Joueur
- Champion de Lituanie 1994
- Champion d'Estonie 2007, 2008

Entraîneur
- Champion d'Estonie 2015